# Volvo FM

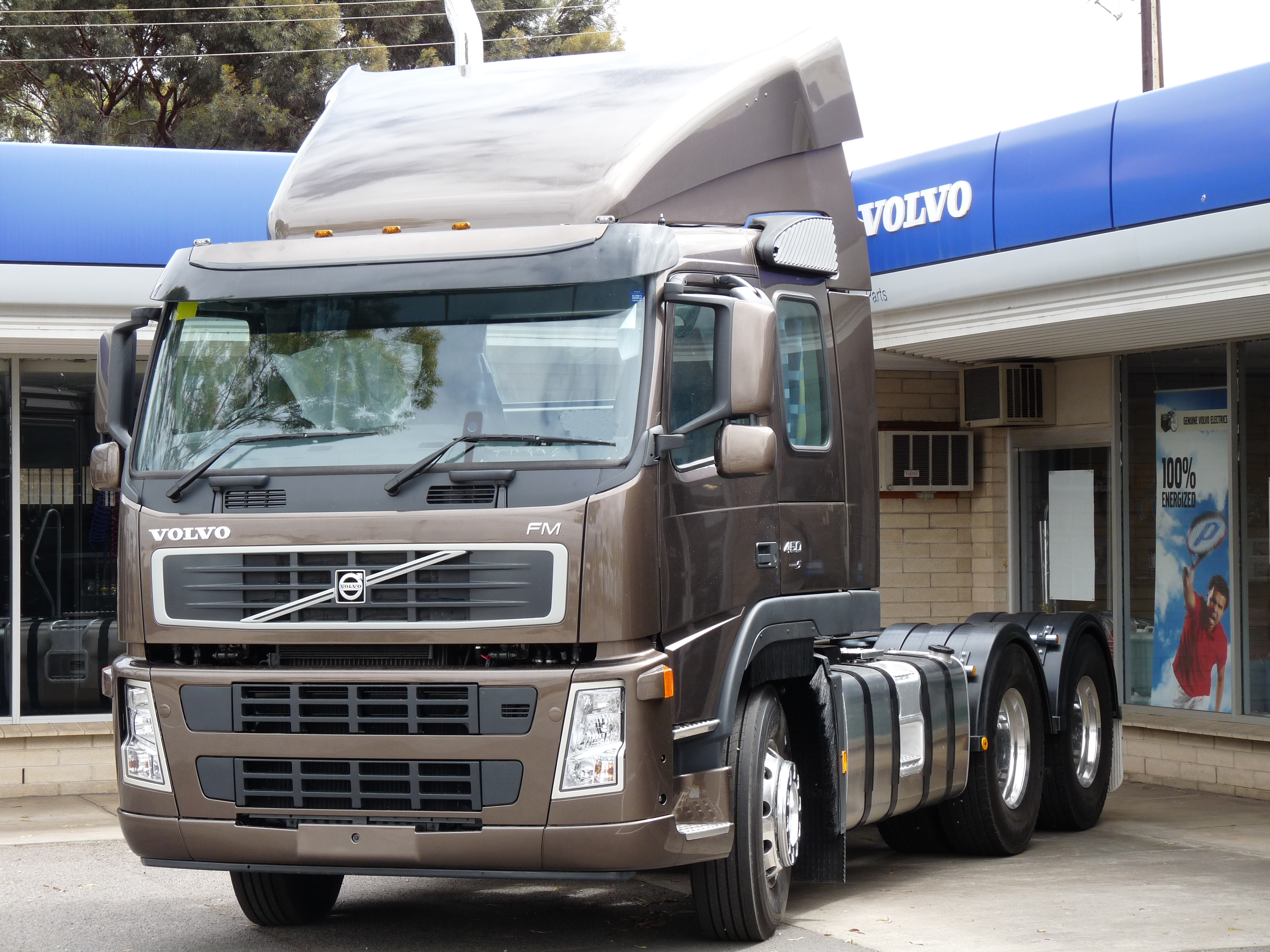
Volvo FM

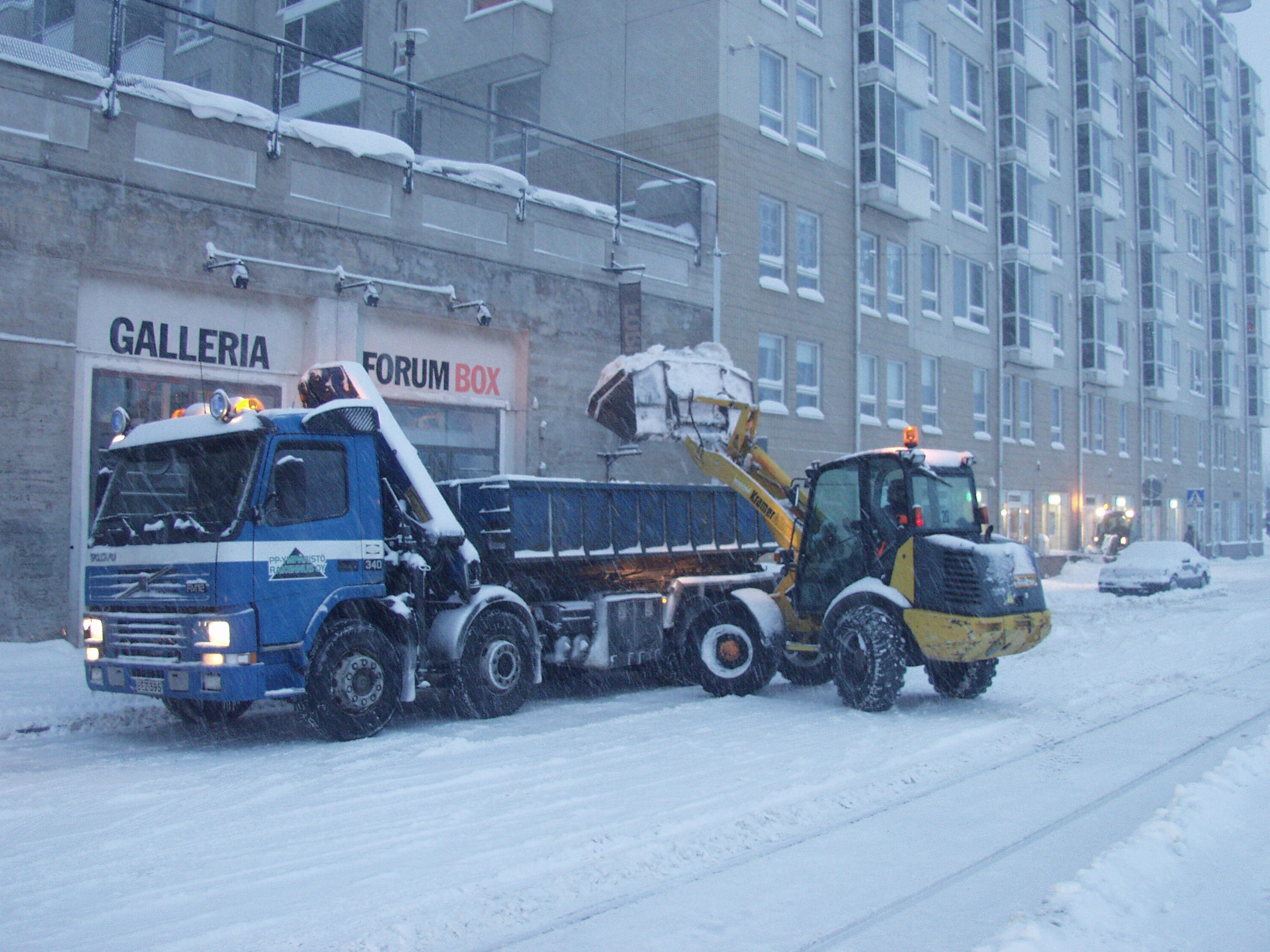
Sneeuwruimen in Helsinki

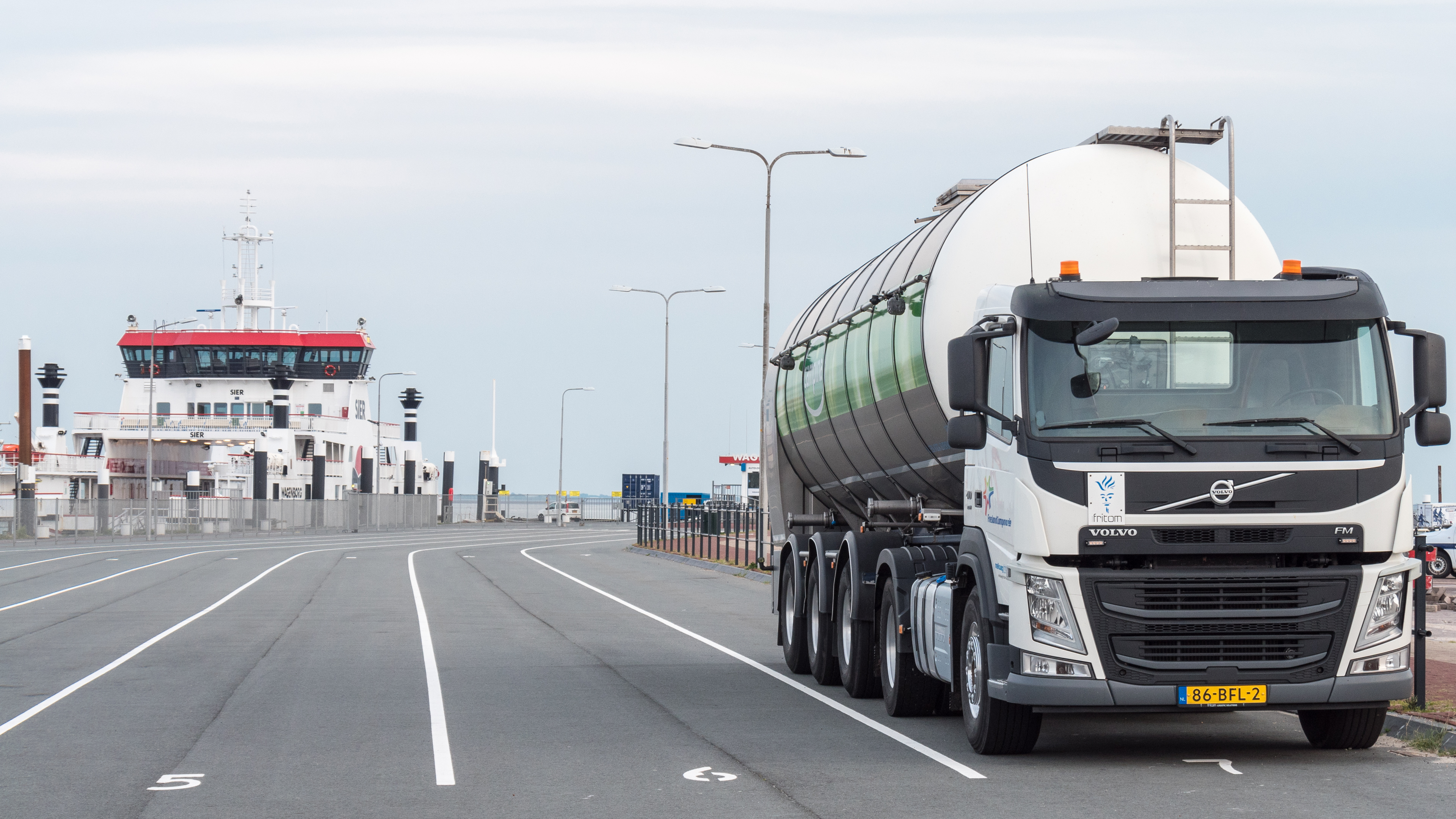
Volvo FM 410 in Nes

De Volvo FM is een vrachtwagenmodel van het merk Volvo. hij is in 1998 geïntroduceerd als FM7, FM10 en FM12.
FM staat voor Forward control Medium height cabine en de nummer gaven de motor capaciteit aan. Sinds 2005 is dat nummer niet meer aangegeven op de truck.
Door de combinatie van een lage instap, veel cabinevarianten en veel motorkeuzes is de FM breed inzetbaar: van distributie in de steden tot langeafstandsvervoer.

Voor de FM wordt dezelfde cabine gebruikt als voor de grotere FH, maar de cabine is lager op het chassis geplaatst. Hierdoor wordt de binnenruimte in de cabine aanmerkelijk minder. Het voordeel is echter een instap van twee treden, waar de FH een instap van drie treden heeft.
De FM heeft in 2008 een opfrisbeurt gehad, met als belangrijkste kenmerk nieuwe motoren.

## Motoren
- De motoren voor de FM zijn de D9B en D13A. Allebei zes cilinder dieselmotoren met turbo intercooler.
- De D11c motor is er met 330pk, 370pk, 410pk en 450pk.
- De D13c motor heeft een inhoud van 12,8 liter en is er met 380pk, 420pk, 460pk en 500pk.

## Cabines
De cabines voor de FM zijn er in vier verschillende afmetingen: een dagcabine, een verlaagde slaapcabine (voor als er laadruimte boven het cabinedak noodzakelijk is), een slaapcabine met normale hoogte en een globetrotter slaapcabine met verhoogd dak.

## Chassishoogtes en asconfiguraties

### asconfiguraties
- 4x2
- 6x2
- 6x4
- 8x2
- 8x4

### Chassishoogtes
- XL
- L
- M
- S

## Methaan-diesel truck
Ook is er tijdelijk een Volvo FM beschikbaar. Deze heeft een 13 liter motor met 460pk die ook op gewone diesel werkt. Hij is voornamelijk gericht op regionale distributie maar kan ook voor lange afstanden gebruikt worden.